# Syedra (stad)

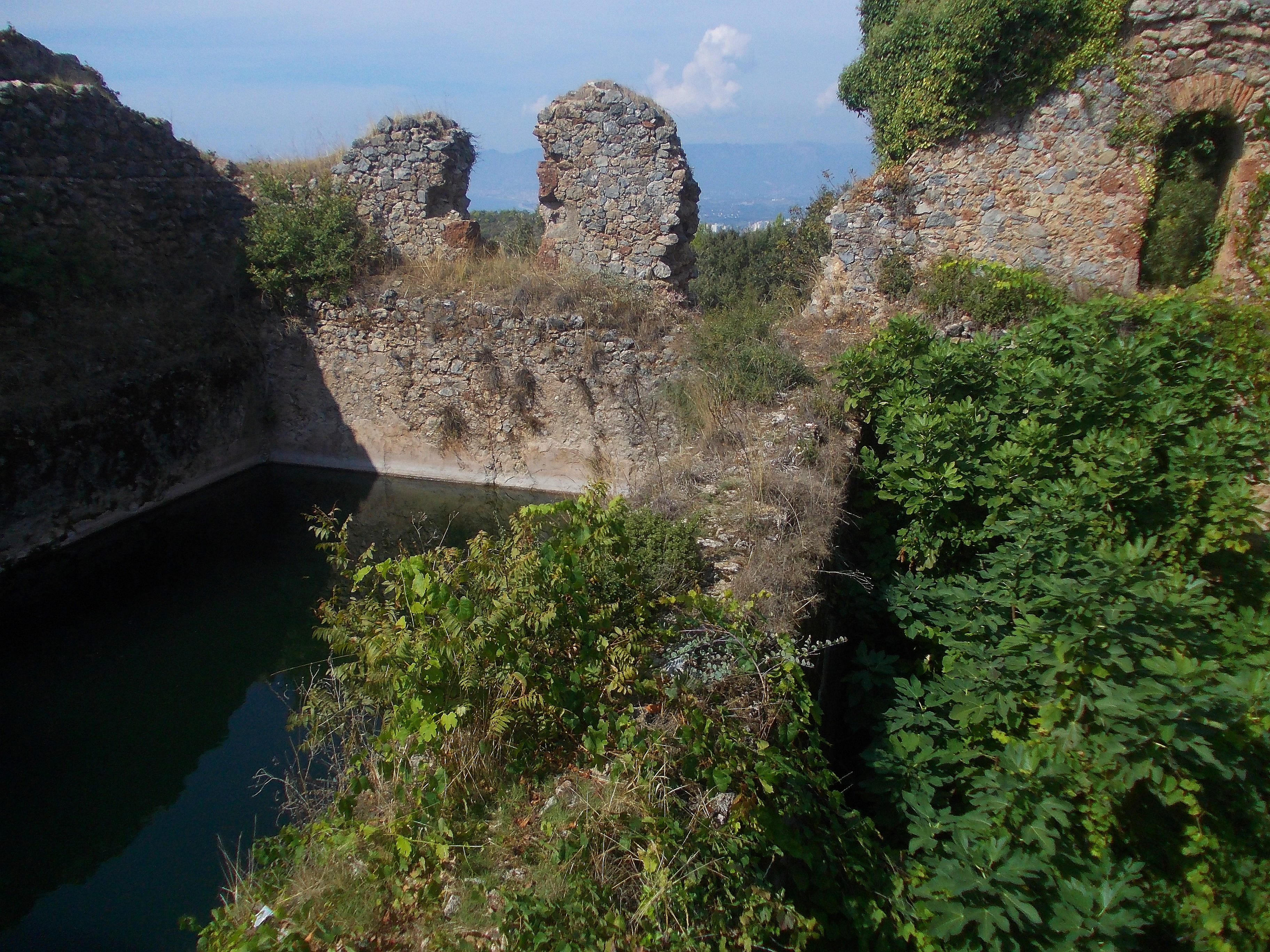
Een van de waterreservoirs van Syedra

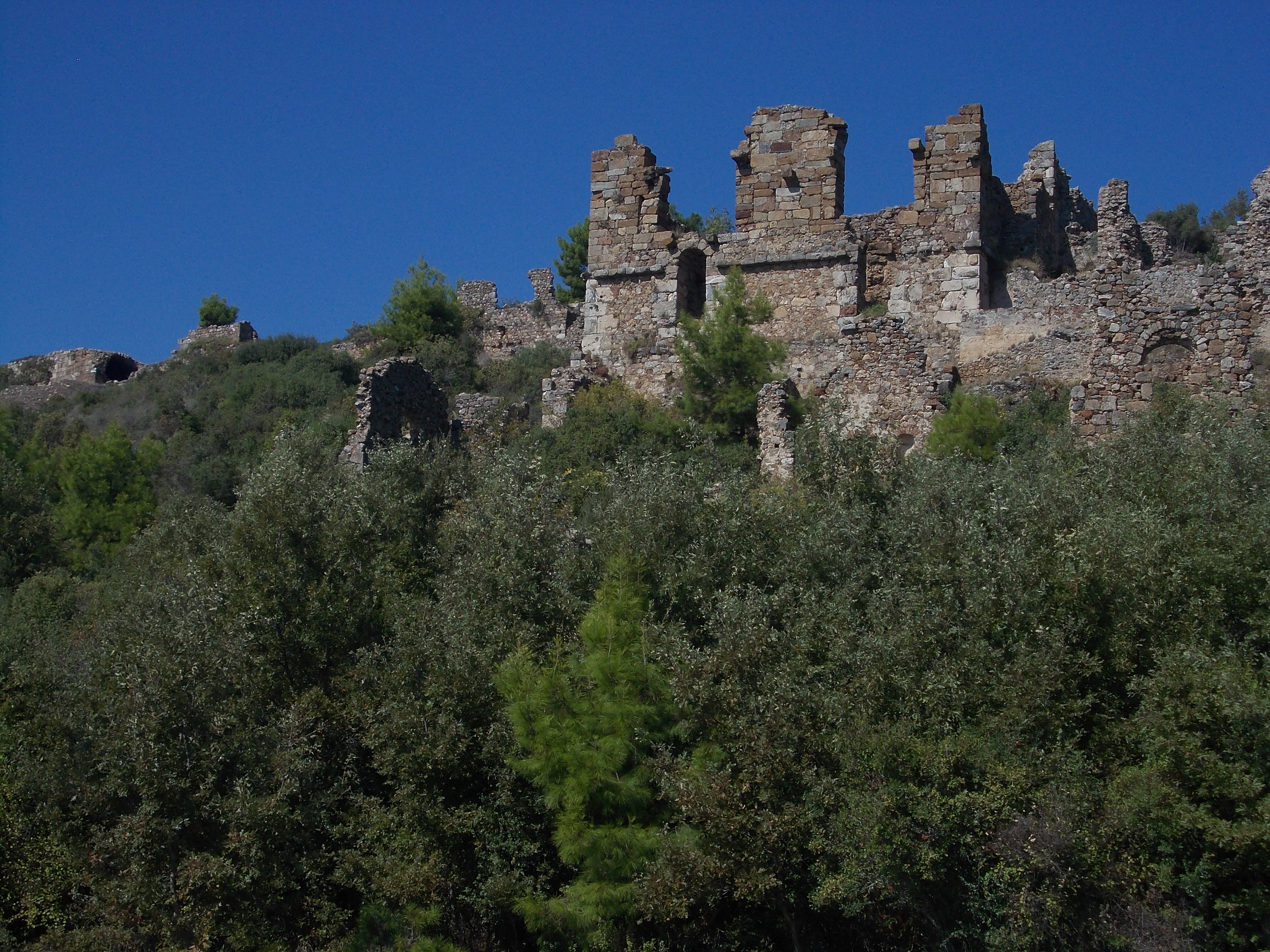
Byzantijnse vestingsmuur van Syedra

Syedra was een stad in Cilicië van de 7e eeuw v.Chr. tot de 13e eeuw. Vandaag is Syedra een ruïne in Turkije, 20 km ten oosten van Alanya.

## Geschiedenis
De eerste oud-Griekse nederzetting in Syedra dateert van de 7e eeuw v.Chr. De Grieken woonden er in de grotten. Syedra bevindt zich aan de kust, op 400 m boven de zeespiegel, op een hoge heuvel gelegen. Grondwater borrelt er naar de oppervlakte omwille van het waterondoorlaatbare gesteente. De bloei van Syedra kwam er tijdens het Romeins bestuur. De inwoners van Syedra slaagden erin de talrijke piraten te verdrijven die zich in de grotten aan de kust verscholen. Keizer Septimius Severus (146-211) prees Syedra voor haar moed om de piraten te lijf te gaan; deze gedenksteen bevindt zich vandaag in het Historisch Museum van Alanya. In de 2e en 3e eeuw kende de stad haar hoogtepunt. Meer dan 4.000 inwoners telde het Romeinse Syedra. Ze bouwden een groot waterbassin voor drinkwater, alsook thermen om te baden. In het centrum van de stad kwam een zuilengang rondom de marktplaats. De stad werd een knooppunt van Romeinse handel over zee. De grootste havenstad in de buurt was Side.
Met de herinrichting van de provincie Cilicia kwamen Syedra en Alanya in de provincie Pamfylië terecht. Syedra werd de zetel van het bisdom Syedra, vanaf de 3e eeuw.
In het Oost-Romeinse Rijk en nadien het Byzantijnse Rijk bouwden de inwoners 2 kerken, alsook een necropolis. De Byzantijnen versterkten Syedra met een vestingmuur. Naar het einde van de 11e eeuw verminderde de Byzantijnse invloed in de streek en verloor Syedra haar belang.
De Armeniërs lijfden Syedra in voor hun Cilicisch rijk (11e eeuw). Syedra lag, zoals Alanya, in het grensgebied van de Armeniërs met Byzantium. Toen de Ottomanen Armeens-Cilicië veroverden (13e-14e eeuw) verlieten de laatste inwoners Syedra, de stad verging tot een ruïne.

## Sport
Sinds 2023 vindt de wielerwedstrijd Grand Prix Syedra Ancient City plaats rond het gebied van deze ruïne en dient tevens als finishplaats.